# Le Prince Philippe Prosper
L'Infant Philippe Prosper est une huile sur toile peinte en 1659 par Diego Vélasquez et conservée au  Musée d'Histoire de l'Art de Vienne (Autriche).

## Histoire
Il s'agit d'une toile représentant Philippe Prosper d'Autriche, né sous le nom complet de Felipe Próspero José Francisco Domingo Ignacio Antonio Buenaventura Diego Miguel Luis Alfonso Isidro Ramón Víctor de Austria (Madrid, 20 novembre 1657 – idem 1er novembre 1661). 
C'est le troisième enfant et premier garçon de Philippe IV d'Espagne et de Marianne d'Autriche. L'enfant est reconnu prince des Asturies malgré son jeune âge.

## L’œuvre
Sur ce portrait l'infant appuie son bras droit sur un fauteuil, et provoque de la compassion là où l'on attendrait de la majesté : sa santé est précaire comme le dénotent les amulettes qu'il porte.
Sur le fauteuil on observe un petit chien blanc dont le regard accentue la mélancolie de la scène. Ce chiot fait partie des meilleures peintures de Vélasquez..
Le personnage est situé dans une chambre, dont on peut voir au fond une fenêtre par laquelle entre un rayon de lumière. À droite, on observe un tabouret avec un coussin sur lequel est posé un chapeau. Les couleurs rouges dominent la scène et les tons noirs augmentent le contraste avec les autres couleurs.
Philippe Prosper était un enfant fragile et malade. L'espoir qui a été placé à ce moment-là dans le seul héritier de la couronne d'Espagne se reflète dans la représentation : rouge frais et support blanc en contraste avec les couleurs de fin d'automne, presque morbides. Un petit chien avec de grands yeux regarde le spectateur, comme interrogateur. Les indices du fond présagent d'un destin sombre : le petit prince avait à peine quatre ans quand il est mort.